# Симо Баћовић
Симо Баћовић (Бањани, 1828 — 4. септембар 1911) је био црногорски војвода.
Током устанка у Херцеговини (1862) са својим одредом блокира гарнизоне Турака у Гацку и Требињу. У Босанско-херцеговачком устанку (1875—1878) и Црногорско-турском рату (1876—1878) командант је већег устаничког одреда. С њиме учествује у бици на Вучјем Долу 28. јула 1876. године.